# 正戊硫醇
正戊硫醇是一种有机化合物，化学式为C5H11SH。它是无色具有挥发性的易燃液体，有大蒜味，难溶于水。它可由1-溴戊烷和氢硫化钾在乙醇中反应制得。它可以被溴氧化为二戊基二硫醚。